# NOFX

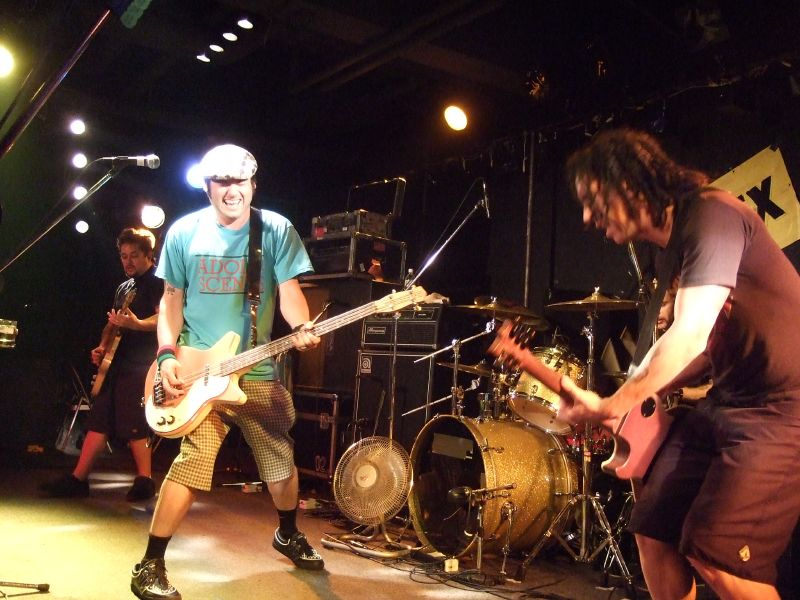

 /ˌnoʊɛfˈɛks/ 是美国洛杉矶的的一支朋克搖滾乐队，由歌手/贝斯手Fat Mike和吉他手埃里克·马尔文成立于1983年。鼓手埃里克·沙丁不久后加入NOFX，1991年埃尔·赫夫也作为首席吉他手兼小号手加入了乐队，形成了如今的阵容。